# 一宮川
一宮川（いちのみやがわ）は、千葉県の九十九里平野南部を流れる二級河川である。流域は夷隅郡大多喜町、長生郡長柄町、長南町、茂原市、長生村、睦沢町、一宮町の1市6町村にまたがる。

## 地理
千葉県長生郡長南町深沢の山間部の房総丘陵に源を発し、長生村一松の九十九里浜で太平洋に注ぐ。流域は古くから上総国の社会・経済・文化の中心となってきたところであり、その中で重要な役割を担ってきた川である。

## 支流
- 水上川（みずかみがわ）
- 三途川（さんずがわ）
- 豊田川（とよだがわ）
- 阿久川（あくがわ）
- 鶴枝川（つるえがわ）
- 佐坪川（さつぼがわ）
- 小生田川（おぶたがわ）
- 長楽寺川（ちょうらくじがわ）
- 埴生川（はぶがわ）
- 瑞沢川（みずさわがわ）

## 治水
河床勾配が緩やかとなる地形であることから、流域ではしばしば洪水が発生した。1989年8月の台風12号、1996年9月の台風17号、2013年10月16日に最接近した平成25年台風第26号では甚大な被害がもたらされた。2015年6月3日、千葉県による『二級河川一宮川水系河川整備基本方針』が策定された。2019年10月25日、豪雨により氾濫が発生した。